# Szkotowo (Rosja)
Szkotowo – osiedle typu miejskiego w Rosji, w Kraju Nadmorskim. W 2010 roku liczyło 5038 mieszkańców.